# Lagtingets kulturudvalg
Lagtingets kulturudvalg (færøsk: Mentarnarnevndin) er det fagudvalg som behandler kultur-, uddannelses-, forsknings- og kirkesager i Lagtinget på Færøerne. Indtil 1998 kaldtes det Kultur- og skoleudvalget, og før dette bare Skoleudvalget. I dag har udvalget syv medlemmer.

## Medlemmer
Medlemmer i perioden 2015–2019:
- Hanna Jensen, Framsókn, formand
- Kristianna Winther Poulsen, (JF)
- Jónleif Johannesen, (JF)
- Óluva Klettskarð, (T)
- Katrin Kallsberg, (T)
- Jógvan á Lakjuni, (FF)
- Bjørn Kalsø, (SB)

Medlemmer i perioden 2011–2015:
- Bjarni Djurholm (FF), formand
- Gunvør Balle (T), næstformand
- Jóna Mortensen (SB)
- Edva Jacobsen (SB)
- Rigmor Dam (JF)
- Høgni Hoydal (T)
- Jenis av Rana (MF)

## Formænd
- Hanna Jensen (Framsókn) 2015–
- Bjarni Djurholm (FF) 2011–2015
- Magni Laksáfoss (SB) 2008–2011
- Andrias Petersen (JF) 2004–2008
- Annita á Fríðriksmørk (TF) 2003–2004
- Jógvan Arge (TF) 2003
- Annita á Fríðriksmørk (TF) 2002–2003
- Jógvan á Lakjuni (FF) 2000–2002
- Katrin Dahl Jakobsen (JF) 1998–2000
- Bjarni Djurholm (FF) 1996–1998
- Jógvan A. Johannessen (JF) 1994–1996
- Bjarni Djurholm (FF) 1991–1993
- Óli Breckmann (FF) 1990–1991

## Eksterne links
- Udvalgets side hos lagting.fo Arkiveret 20. december 2014 hos  Wayback Machine